# Jiangxisaurus
Jiangxisaurus (лат.) — род тероподных динозавров семейства овирапторид, известный по ископаемым остаткам из провинции Цзянси (Китай). Включает единственный вид — Jiangxisaurus ganzhouensis.

## Этимология
Название рода Jiangxisaurus составлено из названия провинции, где были найдены окаменелости — Цзянси, с добавлением греческого слова saurus — ящер. Видовое название ganzhouensis относится к более точному месту находки, городу Ганьчжоу. Jiangxisaurus описала команда китайских палеонтологов под руководством Вэй Сюэфана в 2013 году.

## Описание
Образец голотипа HGM41-HIII0421 состоит из неполного черепа, нижней челюсти, 8 шейных, 3 грудных, 9 хвостовых позвонков, почти полного плечевого пояса, двух шевронов, левой передней конечности, обеих пластин грудины, 4 грудных рёбер, 9 спинных рёбер и частично сохранившего тазового пояса. Череп длиной 150 миллиметров, по всей видимости, принадлежал подростковой особи. Челюсть беззубая и имеет отношение высоты к длине около 20 %. Лучевая кость имеет длину 96 миллиметров, и на 30 % короче длины плечевой кости, которая составляла 136 миллиметров. Кисть трёхпалая. Первый палец был толстым и прочным, второй — удлинённым, а третий — тонким.
Внешне Jiangxisaurus показывал сильное сходство с другим овирапторидом — Heyuannia, но имел более тонкую нижнюю челюсть и более изогнутые передние когти. В целом эта находка является палеонтологически значимой, поскольку расширяет имеющиеся знания о палеогеографическом расселении овирапторид в южном Китае.

## Систематика
Авторы описания отнесли Jiangxisaurus к семейству овирапторид. Этот таксон разделяет несколько черт с прочими овирапторидами, такие, как короткий узкий череп с беззубой челюстью и передние шейные позвонки с плевроцелями. В отличие от ближайших родственников, нижняя челюсть Jiangxisaurus более удлинённая и несёт менее загнутый рострум.

### Отличительные диагностические черты
Согласно авторам описания, Jiangxisaurus был овирапторидом среднего размера, который показывал следующие аутапоморфии:
- наличие слабо загнутого вниз нижнечелюстного симфиза;
- супрангулярная кость имеет вытянутую и вогнутую боковую поверхность;
- очень длинная челюсть, соотношение высоты к длине составляет 20 %;
- отношение длины лучевой кости к длине плечевой кости около 70 %.

Более позднее исследование, проведённое в 2015 году группой палеонтологов под руководством Люй Цзюньчана, уточнило систематику Jiangxisaurus и отнесло его к подсемейству Ingeniinae.

## Палеоэкология
Единственный известный экземпляр был обнаружен в локации Nankong, в верхнемеловой формации Наньсюн, в городе Ганьчжоу, провинция Цзянси, Китай. Образец был извлечён из красного песчаника, который осел в маастрихтском ярусе. В настоящее время типовой экземпляр размещён в Хэнаньском геологическом музее.
Формация Nanxiong состоит из 2000-метровой последовательности красных песчаников и глин, где находят окаменелости динозавров, их следы и множество остатков яичной скорлупы. Jiangxisaurus сосуществовал с такими животными, как зауропод Gannansaurus, гадрозавридом Microhadrosaurus, теризинозавроидом Nanshiungosaurus, тираннозавридом тарбозавром и двумя другими овирапторидами: Banji и Ganzhousaurus.